# Hostellerie du Chapeau Rouge
L'Hostellerie du Chapeau Rouge est un hôtel quatre étoiles situé au 5 rue Michelet dans le centre sauvegardé de Dijon, inscrit depuis le 4 juillet 2015 au patrimoine mondial de l'UNESCO. Son restaurant est distingué de deux étoiles au Guide Michelin.

## Histoire
Le bâtiment est un ancien relais de poste datant de 1863. Au XIXe siècle, concurrencés par l'arrivée du chemin de fer dans les villes, ces relais de postes se transforment petit-à-petit en auberges et ferment officiellement en 1873. Le fondateur de l'hostellerie du Chapeau Rouge et l'ancien propriétaire était monsieur L. Peillein. En 1932, l'édifice est rénové par l'architecte Louis Desbois. En août 1999, William Frachot devient le nouveau propriétaire de l'hôtel ainsi que le chef du restaurant.

## Architecture
La bâtisse date de 1863 et a été rénovée plusieurs fois. En 1932 l'architecte Louis Desbois restaure, par l'intermédiaire de l'entreprise Pouletty : escalier, poutres, dalles, semelles et planchers. L'hôtel est également rénové en 2007 et en 2015.

## L'hostellerie du Chapeau Rouge
L' hostellerie du Chapeau Rouge est un hôtel réputé de la préfecture de Côte-d'Or.
L'hôtel compte 28 chambres dont trois suites.

### Restaurant-Bar
L'hôtel dispose d'un bar et d'un restaurant dirigé par le chef William Frachot, récompensé de deux étoiles au Guide Michelin : la première date de 2003 et la deuxième de 2013. Le sommelier de l'établissement Maxime Brunet a également été sacré "Meilleur jeune sommelier de France 2013" le 25 novembre[Quoi ?] lors du concours organisé par l'Union de la sommellerie française.